# دشت بيرغيب (فسارود)
دشت بيرغيب (بالفارسية: دشت پیرغیب) هي قرية تقع في إيران في البلدة المركزية. يقدر عدد سكانها بـ 412 نسمة بحسب إحصاء 2016.